# Luchthaven Kefalonia
Luchthaven Kefalonia of Kefalonia Airport (Grieks: Κρατικός Αερολιμένας Κεφαλονιάς, Kratikos Aerolimenas Kefallinias) is een luchthaven op het Ionische eiland Kefalonia, bij de hoofdstad Argostoli. Het ligt circa negen kilometer van Argostoli.
De laatste upgrade van de faciliteiten van de luchthaven van Kefalonia vond plaats in 2019, met een gloednieuwe terminal die helemaal opnieuw werd gebouwd. Deze uitbreiding was het gevolg van een voortdurend toenemende vraag van de luchthaven. De gloednieuwe terminal volgt de nieuwste EU-regelgeving.